# モケケピロピロ
モケケピロピロは、日本のテーブルトークRPG、『ソード・ワールドRPG』に登場する（登場するようになった）架空の怪物、架空の生物の名前。略称としてモケピロ、ピロピロなどがある。

## 概要

### 怪物としてのモケケピロピロ
ソード・ワールドRPGリプレイ第3部中のエピソード『亡者の村に潜む闇』で誕生した。当初は牛に似た声音の異様な鳴き声と殺した生物をワイトにしてしまうという能力だけが認知されており、その他の特徴は一切不明であった。その後の2004年、新ソードワールドRPGリプレイNEXT（以下『リプレイNEXT』）第2巻『ダンジョン・パッション』のあとがきにおいて同書を監修した清松みゆきの手によって「『もけけけけけけ～』『おきゅきゅきゅきゅ～』などの鳴き声を発し、伝染性の奇病をまき散らし、一つの村に壊滅的な被害を与える怪物」と最終的な正体が記された。
ただしこの記述は『ソード・ワールドRPG』のモンスターとして公式に採用したという意味ではなく、ゲーム用のデータも存在しない。登場させる場合は現実世界におけるネッシーやツチノコのような未確認動物として扱うことが求められている。

### 生物としてのモケケピロピロ
前述の『ダンジョン・パッション』のリプレイ本文において、プレイヤー・キャラクター (PC) の「マロウ」と「ブック」が発言したことによって、中原地方のモーブ村に別の種類のモケケピロピロも誕生し、「クレスポ」につかみ取りにされた姿がカラー口絵でイラスト化されている。
こちらのモケケピロピロは、オジサンにも似た珍魚で、稚魚は踊り食い、成魚は塩焼きにするとおいしいとされる食用魚である。スキュラの幼生であるという話も出たことがある。

### その他の用法
この名称は、わけのわからない怪物を指す一般名詞としても広まった。また、『RPGドラゴン』第8号に掲載されたソード・ワールドRPGのQ&Aコーナーでは、意味のない言葉を羅列した呪文（「アブラカタブラ」など）の代わりとして清松みゆきが「もけけぴろぴろ」の語を使用している。

## 誕生にいたるまで
モケケピロピロの誕生は、プレイヤーたちのいわゆる「お大尽アタック」（財力に物を言わせて強引に目的を解決するプレイスタイル）や際立つ知的なプレイングと並ぶ、ソード・ワールドRPGリプレイ第3部のハイライトの一つとなっている。
きっかけはプレイヤーキャラクターの一人であるグイズノーが、このシナリオ『亡者の村に潜む闇』の敵として登場した怪物ワイトの正体と発生理由を突き止めようとして、プレイヤーが行為判定に失敗したことである。ワイトそのものの判定については他のプレイヤーキャラクターが成功していたが、グイズノー（のプレイヤー）が行為判定で1ゾロ（ゲーム用語で、6面サイコロ2個の出目が両方1のゾロ目になること。ソード・ワールドRPGでは判定が自動的に失敗となる）を出し、自らの無知をごまかすためにでっち上げた名前が「モケケピロピロ」であった。なお、ソードワールドRPGのルール上、判定に失敗した場合はそれが1ゾロであっても「判らない」だけであり誤った認識するというようなペナルティはないのだが、賢者が怪物判定に失敗したときに法螺を吹くのはソード・ワールドRPGリプレイの伝統と化している。
グイズノーはそのセッション中数度にわたり「モケケピロピロ」を連呼し、それを面白がった本人と別のプレイヤーキャラクターパラサが「亡者の村」突入後に牛の鳴き声を「もけけけけけけけけ〜」「おきゅきゅきゅきゅ〜」と表現し、アーチーがツッコミを入れ、これによって「なんだかわけのわからない牛のような怪物」モケケピロピロのイメージが誕生することとなった。

## 爆発的な伝播
こうして誕生したモケケピロピロであるが、この時点で後の大繁殖を予想した者は誰もいなかったであろう。通常、旬の時期を過ぎれば急速に存在感を薄れさせ消える一発ネタ、登場したシナリオ自体がかつてない陰惨かつ悲惨なものであったこともあり、忘れ去られる可能性は高かったと言える。
ところが、第3部リプレイの主人公・「バブリー・アドベンチャラーズ」の人気、あるいは毒気の後押しもあってか、モケケピロピロは消えることなく読者の支持を獲得し、全国各地のソードワールド・セッションでゲーム中の会話や設定に登場し、徐々に広まっていった。
リプレイを連載していた『月刊ドラゴンマガジン』の読者投稿コーナーにもモケケピロピロをネタとした投稿がいくつもなされている。
当時企画展開中だった『ソード・ワールドRPGアドベンチャー』に投稿された徳島県のマナ・イタ（投稿者の筆名）による「究極魔獣モケケピロピロ」なる案はその代表格である。このとき紹介されたモケケピロピロは、本来の怪物より支離滅裂な存在であり、コーナーを担当していた山本弘に「暑かったからね…」と呆れられつつ投稿ハガキの全文が紹介された。

## 展開
コンベンションなどでも盛んに登場しては脱線を生んでおり、元となったネタの発生から4年近くが経過した1997年のJGC1997においてさえ、「セッション中にモケケピロピロの鳴き声を冗談で出したところ異様なまでの反応が起こり収拾に苦労した」という参加者ゲームマスターの体験談が伝わっている。またこの十年後の2006年8月に開催されたJGC2006二日目昼のイベント『安田均トークショー』においてトークショーの後半、話がモンスターコレクションの開発裏話に及んで「当時あまりに多忙であったため1990年代後期の記憶を想起することができない」と言った安田の苦笑混じりの言葉に対し、参加者から「モケケピロピロに記憶を食べられた？」という冗談が飛び出し、安田も澱みなく「もしかすると食べられたかもしれない」と答えている。
2000年代に入って以降、一般には新リプレイに登場した生物としてのモケケピロピロが広範な認知を得、怪物としてのモケケピロピロの認知は薄れている感があるが、いまだに記憶している者も存在し2007年8月～9月のJGC2007では、これをボードゲーム化する一般参加者まで現れている。

## 全国に生息する怪物
インターネットの普及後はTRPG以外の場所でもモケケピロピロの語は使用されるようになり、ブログのタイトルに使用する者なども現れ、2004年ごろにはモケケピロピロの語でネット検索すると900件以上がヒットするという状況が生まれた。
リプレイNEXT第2巻『ダンジョン・パッション』において新たなモケケピロピロが登場し、公式設定となったのは、この頃のことである。同4、8巻においては、モーブ村に生息するモケケピロピロの定着ぶり、ネタとしての活用を窺うことができる。
なお、ソードワールドリプレイアンソロジー・『デーモン・アゲイン!』においては、「もけけぴろぴろ」という別表記も登場している。